# جان لزلی، دهمین ارل روتس
جان لزلی، دهمین ارل روتس (انگلیسی: John Leslie, 10th Earl of Rothes؛ ۱۶۹۸ – ۱۰ دسامبر ۱۷۶۷) فرد نظامی اهل اسکاتلند بود. وی همچنین برندهٔ جوایزی همچون نشان گل خار شده‌است.